# Rango (film)
Rango este un film animat pe calculator de acțiune, comedie și western regizat de Gore Verbinski și produs de Verbinski, Graham King și John B. Carls. Rango a fost atât un succes critic cât și unul comercial, câștigând Premiul Oscar pentru cel mai bun film de animație.
Rango, un cameleon, ajunge din întâmplare în orașul Dirt (română Noroi), care are nevoie neapărată de un șerif. Din distribuție fac parte actori precum Johnny Depp, Isla Fisher, Bill Nighy, Abigail Breslin, Alfred Molina, Harry Dean Stanton, Ray Winstone, Timothy Olyphant, Stephen Root și Ned Beatty. A fost lansat în cinematografe pe 4 martie 2011. În limba română dublează Tania Popa- Fasola, Mihai Bisericanu- Rango și Dorin Anastasiu- Spoons.

## Coloana sonoră
| Rango           |                                                                                              |                                                                                           |         |  |
| Nr.             | Titlu                                                                                        | Artist                                                                                    | Lungime |  |
| 1.              | „Welcome Amigo”                                                                              | Rick Garcia                                                                               | 1:06    |  |
| 2.              | „Rango Suite”                                                                                | Hans Zimmer                                                                               | 5:57    |  |
| 3.              | „Certain Demise”                                                                             | Hans Zimmer                                                                               | 0:24    |  |
| 4.              | „Medley - It's A Metaphore / Forkboy”                                                        | Hans Zimmer / Lard                                                                        | 0:43    |  |
| 5.              | „Welcome to Dirt”                                                                            | Hans Zimmer                                                                               | 0:58    |  |
| 6.              | „Name's Rango”                                                                               | Hans Zimmer                                                                               | 1:31    |  |
| 7.              | „Lizard for Lunch”                                                                           | Jose Hernandez, Anthony Zuniga, Robert Lopez                                              | 1:26    |  |
| 8.              | „Stuck in Guacamole”                                                                         | Hans Zimmer                                                                               | 0:21    |  |
| 9.              | „Underground”                                                                                | Hans Zimmer                                                                               | 3:18    |  |
| 10.             | „We Ride, Really!”                                                                           | Hans Zimmer                                                                               | 0:50    |  |
| 11.             | „Rango and Beans”                                                                            | Hans Zimmer                                                                               | 1:04    |  |
| 12.             | „Medley - Bats / Rango Theme / Ride of the Valkyries / An Der Schönen Blauen Donau, OP. 314” | Hans Zimmer / Hans Zimmer / FirstCom Music / Berliner Philharmoniker, Herbert von Karajan | 4:28    |  |
| 13.             | „The Bank's Been Robbed”                                                                     | Rick Garcia                                                                               | 0:22    |  |
| 14.             | „Rango Returns”                                                                              | Hans Zimmer                                                                               | 1:16    |  |
| 15.             | „La Muerte a Llegado”                                                                        | Rick Garcia & George DelHoyo                                                              | 0:44    |  |
| 16.             | „It's a Miracle”                                                                             | Hans Zimmer                                                                               | 1:57    |  |
| 17.             | „El Canelo”                                                                                  | Los Lobos                                                                                 | 0:44    |  |
| 18.             | „The Sunset Shot”                                                                            | Hans Zimmer                                                                               | 0:53    |  |
| 19.             | „Walk Don't Rango”                                                                           | Los Lobos                                                                                 | 2:47    |  |
| 20.             | „Rango Theme Song”                                                                           | Los Lobos                                                                                 | 3:29    |  |
| Lungime totală: | Lungime totală:                                                                              | Lungime totală:                                                                           | 34:18   |  |

## Legături externe
- Site web oficial. WebCitation archive. (Archived site's opening page requires clicking on onscreen URL for entry.)
- Rango la Allmovie
- Rango la Internet Movie Database
- Rango pe site-ul The Big Cartoon DataBase